# 3282 Spencer Jones
3282 Spencer Jones è un asteroide della fascia principale. Scoperto nel 1949, presenta un'orbita caratterizzata da un semiasse maggiore pari a 2,1895191 UA e da un'eccentricità di 0,0419373, inclinata di 3,16491° rispetto all'eclittica.